# Sanga (Léo)
Pour les articles homonymes, voir Sanga.
Ne doit pas être confondu avec Sanga (Arbinda) ou Sanga (Toéni).
Sanga est un village du département et la commune rurale de Léo, situé dans la province de la Sissili et la région du Centre-Ouest au Burkina Faso.

## Géographie

### Situation
Sanga est située à 10 km à l'est de Léo. Le village regroupe plus de 15 quartiers.

### Démographie
Ses habitants s'appellent des Sangalais et des Sangalaises. Les autochtones du village sont les Nignan.
- En 2003 le village comptait 1 355 habitants estimés[1].
- En 2006 le village comptait habitants recensés[2].

## Histoire
L'origine de Sanga vient d'une espèce d'herbe que les aïeux utilisaient pour fabriquer des paniers des chapeaux et pleins d'autres choses.
Cet herbe, on l'appelait saan gè d'où le nom du village Sanga.

## Économie
Les habitants de ce village sont des agriculteurs et des éleveurs.
La principale activité de ce village est la  culture des céréales comme le maïs, le mil, le gros mil,etc.
Ils s'adonnent aussi à la culture de rente tel que la culture du soja, du sésame, des patates douces, des ignames, des arachides, etc.
Ce village dispose d'un marché hebdomadaire qui a lieu tous les lundis.

## Santé et éducation
Il dispose d'un CSPS et d'une maternité.
Le village dispose d'une école primaire publique formelle et une école primaire non formelle. Ce village dispose aussi un collège,.